# Доллеруп
Доллеруп (нім. Dollerup) — громада в Німеччині, розташована в землі Шлезвіг-Гольштейн. Входить до складу району Шлезвіг-Фленсбург. Складова частина об'єднання громад Лангбалліг.
Площа — 13,08 км2. Населення становить 1036 ос. (станом на 31 грудня 2020).